# 谷井博美
谷井 博美（たにい ひろみ、1940年（昭和15年）5月24日 - ）は、日本の政治家。元福岡県宗像市長（3期）。

## 来歴
1963年（昭和38年）3月、熊本大学法文学部卒業。同年4月、福岡県庁に入庁。1997年（平成9年）、福岡県企画振興部長に就任。1999年（平成11年）、福岡県庁を退職。同年、空港周辺整備機構福岡空港事業本部理事に就任。2001年（平成13年）、旧宗像市の助役に就任。
2003年（平成15年）4月1日、隣接する宗像郡玄海町と合併し、新制の宗像市が発足。引き続き助役を務める。
2006年（平成18年）4月4日、原田慎太郎宗像市長が在職中に死去。これに伴って5月に行われた市長選挙に自由民主党と公明党の推薦を受けて出馬し、無投票で初当選した。5月21日、市長就任。2010年（平成22年）、再選。2014年（平成26年）、3選。
2019年、旭日小綬章受章。